# Jorge Donn
Jorge Donn (El Palomar, perto de Buenos Aires, 25 de fevereiro de 1947 — Lausana, 30 de novembro de 1992) foi um bailarino argentino.

## Carreira
Ele começou a dançar quando tinha quatro ou cinco anos de idade e, em seguida, estudou na escola Teatro Colon. Sua professora era María Fux.
Em 1963, chegou a Bruxelas para trabalhar na companhia de Maurice Béjart e logo se tornou seu principal bailarino. Em 1979, apresentou pela primeira vez Bolero, balé que foi criado para uma mulher. Sua interpretação do Bolero o filme Les uns et les autres ("Uns e os outros" em Portugal e "Retratos da Vida" no Brasil), de Claude Lelouch, é inesquecível.
Muitas obras foram criadas expressamente para ele por Bérjart: Bhakti (1968), Nijinsky, palhaço de Deus (1971), Golestan, ou o jardim de rosas (1973), Ce modal me dit l'amour (1974), Notre Faust (1975), Léda (1978), Adagietto (1981) e outros.
Desde 1976, Jorge Donn era diretor artístico do Ballet do Século 20. Em 1988, ele fundou sua própria companhia, L'Europa Ballet, que existiu durante um curto período de tempo. Em 1989, foi nomeado pela Fundação Konex como um dos melhores bailarinos. 
Jorge Donn morreu de SIDA em 30 de novembro de 1992 em Lausana. Muitos coreógrafos criaram balés como homenagem a ele: Maurice Béjart (Ballet para a Vida), Denys Ganio (Tango. .. uma rosa para Jorge Donn), Carolyn Carlson (Homenagem a Jorge Donn), Grazia Galante (Masticando Sueños).